# Episodi de Il mio amico marziano (terza stagione)
La terza stagione della serie televisiva Il mio amico marziano è andata in onda negli Stati Uniti dal 12 settembre 1965 al 1º maggio 1966 sulla CBS.
| nº | Titolo originale                                    | Prima TV USA      | Titolo italiano | Prima TV Italia |
| -- | --------------------------------------------------- | ----------------- | --------------- | --------------- |
| 1  | Go West, Young Martian: Part 1                      | 12 settembre 1965 |                 |                 |
| 2  | Go West, Young Martian: Part 2                      | 19 settembre 1965 |                 |                 |
| 3  | Martin of the Movies                                | 26 settembre 1965 |                 |                 |
| 4  | Keep Me from the Church on Time                     | 3 ottobre 1965    |                 |                 |
| 5  | I'd Rather Fight Than Switch                        | 10 ottobre 1965   |                 |                 |
| 6  | Tim, the Mastermind                                 | 17 ottobre 1965   |                 |                 |
| 7  | Martin Goldfinger                                   | 24 ottobre 1965   |                 |                 |
| 8  | Bottled Martian                                     | 31 ottobre 1965   |                 |                 |
| 9  | Hate Me a Little                                    | 7 novembre 1965   |                 |                 |
| 10 | The Girl in the Flying Machine                      | 14 novembre 1965  |                 |                 |
| 11 | The Time Machine Is Waking Up That Old Gang of Mine | 21 novembre 1965  |                 |                 |
| 12 | Avenue C Mob                                        | 28 novembre 1965  |                 |                 |
| 13 | Tim and Tim Again                                   | 5 dicembre 1965   |                 |                 |
| 14 | Loralei Brown vs. Everybody                         | 12 dicembre 1965  |                 |                 |
| 15 | The O'Hara Caper                                    | 19 dicembre 1965  |                 |                 |
| 16 | Who's Got a Secret?                                 | 26 dicembre 1965  |                 |                 |
| 17 | Heir Today, Gone Tomorrow                           | 2 gennaio 1966    |                 |                 |
| 18 | Martin's Revoltin' Development                      | 16 gennaio 1966   |                 |                 |
| 19 | TV or Not TV                                        | 23 gennaio 1966   |                 |                 |
| 20 | The Man from Uncle Martin                           | 30 gennaio 1966   |                 |                 |
| 21 | Martin, the Mannequin                               | 6 febbraio 1966   |                 |                 |
| 22 | Butterball                                          | 13 febbraio 1966  |                 |                 |
| 23 | When a Martian Makes His Violin Cry                 | 20 febbraio 1966  |                 |                 |
| 24 | When You Get Back to Mars, Are You Going to Get It  | 27 febbraio 1966  |                 |                 |
| 25 | Doggone Martian                                     | 6 marzo 1966      |                 |                 |
| 26 | Virus M for Martian                                 | 13 marzo 1966     |                 |                 |
| 27 | Our Notorious Landlady                              | 20 marzo 1966     |                 |                 |
| 28 | Martin Meets His Match                              | 27 marzo 1966     |                 |                 |
| 29 | Horse and Buggy Martin                              | 3 aprile 1966     |                 |                 |
| 30 | Stop the Presses, I Want to Get Off                 | 17 aprile 1966    |                 |                 |
| 31 | My Nut Cup Runneth Over                             | 24 aprile 1966    |                 |                 |
| 32 | Pay the Man the $24                                 | 1º maggio 1966    |                 |                 |

## Go West, Young Martian: Part 1
- Prima televisiva: 12 settembre 1965

### Trama
- Guest star: Emile Meyer (Ship's Captain), James Jeter (cameriere), Hal Baylor (Red), Ken Mayer (Pete), Jeff DeBenning (Big Jim)

## Go West, Young Martian: Part 2
- Prima televisiva: 19 settembre 1965

### Trama
- Guest star: Eddie Little Sky (Medicine Man), Richard Gilden (Indian Brave), Hal Baylor (Red), Ken Mayer (Pete), John Alvin (colonnello)

## Martin of the Movies
- Prima televisiva: 26 settembre 1965

### Trama
- Guest star: Doreen McLean (infermiera), Barbara Perry (Miss Hotchkiss), Arlene Martel (Viola), Leon Askin (Von Reinbein), John Considine (Joe), Howard Morton (Irving), Frank Evans (annunciatore, voce)

## Keep Me from the Church on Time
- Prima televisiva: 3 ottobre 1965

### Trama
- Guest star: Susan Wedell (Kathy), Shannon Farnon (Caroline), Yvonne Craig (Louise Babcock), Parley Baer (Mr. Babcock), Don Diamond (giudice Juan 'Speedy' Gonzales), Penny Santon (Miss Gonzales), Noam Pitlik (Sam Evans)

## I'd Rather Fight Than Switch
- Prima televisiva: 10 ottobre 1965

### Trama
- Guest star: Jack Donner (maestro di cerimonie), Jerry Riggio (capo cameriere), Bill Idelson (fratello di Mrs. Brown), Paul Steyer (messaggero), Bill Chaudet (Flamand)

## Tim, the Mastermind
- Prima televisiva: 17 ottobre 1965

### Trama
- Guest star: Raúl Martín (Manuelo), Frank Evans (reporter), Harry Holcombe (Arthur Nelson), Jonathan Kidd (scienziato), Dinah Anne Rogers (scienziato), John Zaccaro (agente), Michael Barrier (agente), Lee Bergere (DeWitt Merrick)

## Martin Goldfinger
- Prima televisiva: 24 ottobre 1965

### Trama
- Guest star: Harry Lauter (), Stan Ross (Radio voice, voice)

## Bottled Martian
- Prima televisiva: 31 ottobre 1965

### Trama
- Guest star: Naomi Stevens (Mama), Paul Verdier (Abu), Linda Gaye Scott (Nadja), Howard Caine (Sultan)

## Hate Me a Little
- Prima televisiva: 7 novembre 1965

### Trama
- Guest star: Norman Alden (Frank Tolbert), Don Haggerty (guardia banca)

## The Girl in the Flying Machine
- Prima televisiva: 14 novembre 1965

### Trama
- Guest star: Bella Bruck (Mrs. Gallup), Bernie Kopell (George), Jill Ireland (Zelda), Chick Hearn (annunciatore radio, voice)

## The Time Machine Is Waking Up That Old Gang of Mine
- Prima televisiva: 21 novembre 1965

### Trama
- Guest star: Mort Mills (Jesse James), L.Q. Jones (Frank James), Stafford Repp (detective)

## Avenue C Mob
- Prima televisiva: 28 novembre 1965

### Trama
- Guest star: John Crawford (annunciatore (voice), Jamie Farr (Benny), Lurene Tuttle (Tessie), Nydia Westman (Matilda), Murray Matheson (Filbert)

## Tim and Tim Again
- Prima televisiva: 5 dicembre 1965

### Trama
- Guest star: Lauren Gilbert (Mr. Abernathy), Melinda O. Fee (Sylvia), Steve Franken (George)

## Loralei Brown vs. Everybody
- Prima televisiva: 12 dicembre 1965

### Trama
- Guest star: Victor French (Mugs Carson), Roy Engel (), Charles Stewart (agente di polizia)

## The O'Hara Caper
- Prima televisiva: 19 dicembre 1965

### Trama
- Guest star: Howard Morton (Roger the Rake), Robert Doyle (Slippery Sam), Bryan O'Byrne (rappresentante)

## Who's Got a Secret?
- Prima televisiva: 26 dicembre 1965

### Trama
- Guest star: Allen Jaffe (Vincent), James Sikking (Fred), Gavin MacLeod (Alvin Wannamaker), Larry D. Mann (uomo grasso), Ben Wright (Vladimir), John Newton (McCarthy), Donald Briggs (generale), Glenn Eckenroth (tassista)

## Heir Today, Gone Tomorrow
- Prima televisiva: 2 gennaio 1966

### Trama
- Guest star: Paul Sorensen (poliziotto), Jon Silo (Vendor), Allan Melvin (Clarence O'Hara), Jonathan Hole (Walter Poppe), Bruce Glover (Ralph O'Hara), Suzanne Taylor (Martha O'Hara), Norman Bartold (poliziotto)

## Martin's Revoltin' Development
- Prima televisiva: 16 gennaio 1966

### Trama
- Guest star: Duane Grey (poliziotto), Barry Russo (Joey Makin), Michael Conrad (A.C.), Nicholas Colasanto (Orville), Claude Johnson (Jimmy McClain)

## TV or Not TV
- Prima televisiva: 23 gennaio 1966

### Trama
- Guest star: Dan Frazer (Clete Baxter), Patricia Smith (Peggy Reynolds), Conrad Janis (Chad Foster), Chick Hearn (annunciatore)

## The Man from Uncle Martin
- Prima televisiva: 30 gennaio 1966

### Trama
- Guest star: Gavin MacLeod (Alvin Wannamaker), Arthur Malet (dottor Thaddius Dunlap), John Lasell (Mr. Morgan)

## Martin, the Mannequin
- Prima televisiva: 6 febbraio 1966

### Trama
- Guest star: Janie Kelly (Young Woman), Chanin Hale (Sales Girl), Eve McVeagh (madre), Teddy Quinn (Alfred), Don Washbrook (Howard), Woodrow Parfrey (Floor Manager)

## Butterball
- Prima televisiva: 13 febbraio 1966

### Trama
- Guest star: Kathryn Minner (Mama), Eileen O'Neill (Delilah), Larry D. Mann (Butterball), Tony Martinez (Glob)

## When a Martian Makes His Violin Cry
- Prima televisiva: 20 febbraio 1966

### Trama
- Guest star: Shelley Morrison (Narita), Len Lesser (Carlo), John Considine (Raymond), Penny Santon (nonna), Roy Engel (capo della polizia)

## When You Get Back to Mars, Are You Going to Get It
- Prima televisiva: 27 febbraio 1966

### Trama
- Guest star: Bobby Horan (ragazzo), Mary Gregory (Miss Thorenson), Wayne Stam (Andy), Robert Roter (ragazzo)

## Doggone Martian
- Prima televisiva: 6 marzo 1966

### Trama
- Guest star: Sarah Marshall (Mrs. Frisby), James Frawley (Bernard Frisby), Robert Ball (Dog Catcher)

## Virus M for Martian
- Prima televisiva: 13 marzo 1966

### Trama
- Guest star: Jamie Farr (Fred), Jack Collins (Sam), Gilbert Green (dottor Carson), Paula Stewart (infermiera Jones)

## Our Notorious Landlady
- Prima televisiva: 20 marzo 1966

### Trama
- Guest star: Peter Brocco (curatore), Hal Baylor (guardia giurata Jack Plummer), Roy Engel (capo della polizia), R.N. Bullard (guardia)

## Martin Meets His Match
- Prima televisiva: 27 marzo 1966

### Trama
- Guest star: Billy M. Greene (guardia), Joe Higgins (guardia), Michael Constantine (Leonardo da Vinci), David Bond (Curator)

## Horse and Buggy Martin
- Prima televisiva: 3 aprile 1966

### Trama
- Guest star: Bern Hoffman (Williams), Craig Curtis (Arnold O'Reilly), Trevor Bardette (nonno Kelly Green), Janis Hansen (Kerry Green), Joe Hernandez (annunciatore)

## Stop the Presses, I Want to Get Off
- Prima televisiva: 17 aprile 1966

### Trama
- Guest star: Roy Engel (capo della polizia)

## My Nut Cup Runneth Over
- Prima televisiva: 24 aprile 1966

### Trama
- Guest star: Nora Denney (donna), Christine Burke (Nancy), Hal England (Red Squirrelton), Lee Krieger (poliziotto), Roy Engel (capo della polizia)

## Pay the Man the $24
- Prima televisiva: 1º maggio 1966

### Trama
- Guest star: Gigi Verone (Indian Girl), Herb Andress (Assistant), Herbert Ellis (Chief Buffalo), Shelley Morrison (Little Feather), Michael Carr (Young Deer), Leon Askin (Peter Minuit)